# Henry Herbert Goddard
Henry Herbert Goddard (14 de agosto de 1866 - 18 de junio de 1957) fue un prominente psicólogo y eugenista estadounidense de principios del siglo XX. Es especialmente conocido por su trabajo de 1912 La familia Kallikak: Un estudio sobre la herencia de la debilidad mental (The Kallikak Family: A Study in the Heredity of Feeble-Mindedness), que él mismo llegó a considerar como erróneo; y por ser el primero en traducir el test de inteligencia (CI) de Alfred Binet al inglés en 1908, del que distribuyó unas 22,000 copias a lo largo de Estados Unidos; también acuñó el término 'morón' para referirse a los retrasados mentales. Era un gran defensor del uso de los tests de inteligencia en las instituciones sociales, incluyendo los hospitales y escuelas, el sistema legal y el militar. Jugó un rol principal en el emergente campo de la psicología clínica, en 1911 ayudó a redactar la primera ley de Estados Unidos que proporcionaba educación especial en escuelas públicas para sordos, ciegos y retrasados mentales; y en 1914 se convirtió en el primer psicólogo estadounidense que testificó ante un tribunal a favor de limitar la responsabilidad penal de aquellos considerados 'subnormales' por su poca inteligencia.

## Biografía
Goddard nació en East Vassalboro, en el condado de Kennebec del estado de Maine, Estados Unidos. Fue el quinto e último hijo, único varón, del granjero Henry Clay Goddard y su mujer Sarah Winslow Goddard, que eran devotos cuáqueros. Dos de sus hermanas murieron en la infancia. Su padre fue corneado por un toro cuando Henry era pequeño y perdió su granja, teniendo que trabajar como mano de obra, y falleciendo por las secuelas de las heridas causadas cuando el niño tenía nueve años. Este se fue a vivir con su hermana casada por un tiempo y en 1877 ingresó en el Seminario Oak Grove (Oak Grove Seminary), un internado de Vassalboro. Durante este periodo Sarah Goddard inició una carrera como predicadora itinerante cuáquera, se casó con el misionero Jehu Newlin en 1884, y la pareja viajó regularmente por Estados Unidos y Europa. En 1878, Henry Goddard empezó a estudiar en la Escuela Moses Brown (Moses Brown School) en Providence, Rhode Island. Durante su juventud inició lo que sería una eterna amistad con Rufus Jones, que fue uno de los fundadores en 1917 del 'Comité Americano de Servicio de los Amigos' (American Friends Service Committee, AFSC), una organización humanitaria cuáquera que recibió el Premio Nobel de la Paz en 1947.
Goddard ingresó en la Universidad Haverford (Haverford College) en 1883, donde jugó en el equipo universitario de fútbol americano y se graduó en 1887; se alejó un año de sus estudios para dar clases en la ciudad de Winthrop, Maine, de 1885 a 1886. Después de su graduación viajó a California para visitar a una de sus hermanas y pasó por la Universidad del Sur de California (University of Southern California, USC), que se había creado siete años antes, a presentar sus cartas de recomendación. Después de buscar trabajo durante varias semanas en Oakland, California, recibió una sorprendente oferta de la USC para dar clases de latín, historia y botánica. También fue co-entrenador en 1888, junto a Frank H. Suffel, del primer equipo de fútbol americano de la universidad, los USC Trojans, que ganaron en sus competiciones contra un club atlético local. Después de esto, volvió a Haverford para obtener su título superior en matemáticas en 1889.
De 1889 a 1891 fue el director de la Academia Damascus (Damascus Academy), una escuela cuáquera de Damascus, en el condado de Mahoning del estado de Ohio, donde dio clases de varias asignaturas y dirigió los servicios de la capilla y los encuentros para la oración. El 7 de agosto de 1889, se casó con Emma Florence Robbins, que dio clases también en la Academia junto con otro profesor. En 1891 volvió como profesor al Seminario Oak Grove (Oak Grove Seminary) de Vassalboro, convirtiéndose en el director en 1893. En 1896 se matriculó en la Universidad Clark (Clark University) con la intención de hacer algunos cursos, pero se quedó tres años y obtuvo el doctorado en Psicología en 1899. A continuación dio clases en la Universidad West Chester de Pennsylvania (West Chester University of Pennsylvania) hasta 1906.

### Vineland
De 1906 a 1918, Goddard fue el director de Investigación en la Escuela de Formación de Vineland para chicos y chicas débiles mentales (Vineland Training School for Feeble-Minded Girls and Boys), en Vineland, Nueva Jersey. Fue el primer laboratorio para el estudio del retraso mental. Allí dijo Goddard: "Democracia significa que la gente gobierna eligiendo a los más sabios, inteligentes y humanos para que les digan qué hacer para ser felices".
En el encuentro anual de la Asociación Americana para el estudio de la debilidad mental, que tuvo lugar el 18 de mayo de 1910, Goddard propuso un sistema de clasificación de los individuos con retraso mental basado en el cociente de inteligencia. Goddard usaba el término 'moron' para aquellos con un CI entre 51-70, imbécil para aquellos entre 16-50 e idiota para aquellos entre 0-25, en orden de menor a mayor incapacidad. Esta nomenclatura se convirtió en un estándar en su campo de estudio por décadas. Un moron, según su definición, era cualquier persona con una edad mental de entre ocho y doce años. Los morones, según Goddard, no encajaban en la sociedad y debían ser segregados en instituciones, esterilizados o ambas opciones. De lo que no se dio cuenta fue de que este prejuicio contra los morones influiría de gran manera en su carrera posterior.

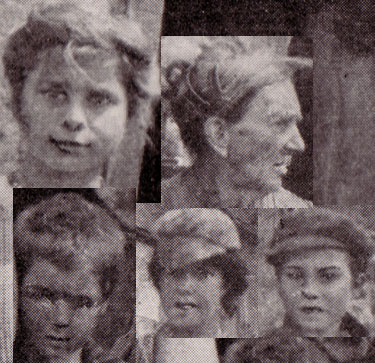
Los Kallikak.

El trabajo más conocido de Goddard, La familia Kallikak, fue publicado en 1912. Había estudiado los antecedentes de varios grupos emparentados de personas del lugar, concluyendo que todos descendían de un soldado de la Guerra de Independencia de los Estados Unidos. Martin Kallikak se casó con una noble mujer cuáquera, todos sus hijos fueron niños saludables sin signos de retraso mental. Más tarde se descubrió que Kallikak había tenido una relación con una "chica caprichosa". Como resultado de esta unión nacieron varias generaciones de criminales. Goddard les denominó como "una raza de degenerados defectuosos". Mientras, su libro se convirtió en un éxito, digno de inspirar una obra de Broadway. Pronto sus métodos de investigación fueron cuestionados, y en diez años coincidió con sus críticos y dejó de promover las conclusiones a las que había llegado.
Goddard fue un firme defensor de la eugenesia. Aunque creía que no era aconsejable que los débiles mentales tuvieran descendencia, dudó en promover la esterilización obligatoria, incluso estando convencido de que solucionaría el problema del retraso mental, porque no consideró que pudiera obtener el apoyo de la mayoría. En vez de eso, abogó por la segregación de los débiles mentales en colonias.
Goddard puso en marcha un programa de tests de inteligencia en la Isla Ellis en 1913. Fue muy criticado por sus resultados, pues estimó como débiles mentales al 80% de la población inmigrante, y por origen el 83% de los judíos, el 80% de los húngaros, el 79% de los italianos y el 87% de los rusos fueron clasificados como débiles mentales, provocando un aumento exponencial de las deportaciones.
Sin embargo, lo que sucedió es que Goddard quería probar si su sistema de clasificación funcionaba tan bien entre los inmmigrantes como con la población americana. En primer lugar pasó el test a una preselección de 35 judíos, 22 húngaros, 50 italianos y 45 rusos inmigrantes que habían sido identificados como límites entre la calificación de débil mental e inteligencia normal. Goddard vio que sus tests categorizaban adecuadamente al 83% de los judíos, al 80% de los húngaros, al 79% de los italianos y al 80% de los rusos. Pero nunca afirmó que el 80% de todos los judíos inmigrantes, u otros grupos, fueran débiles mentales.
El Acta de Inmigración de 1924 (Immigration Act) resultó fuertemente influenciada por las corrientes eugenésicas. Restringió la entrada de inmigrantes pertenecientes a grupos raciales "indeseables". Al firmar la ley, el presidente Calvin Coolidge comentó: "América debe mantenerse americana".
Goddard también hizo públicas las aparentes diferencias entre grupos raciales obtenidas mediante los tests de inteligencia del ejército, Army Alpha y Army Beta, en la Segunda Guerra Mundial. Los resultados fueron considerados, incluso en su tiempo, poco científicos y cuestionables; el responsable del proyecto, Carl Brigham, rectificó diciendo que los resultados habían mostrado que los americanos no eran dignos de la democracia. Este fue uno de los científicos, junto con Francis Galton y Lewis M. Terman, cuyo trabajo fue utilizado para defender el movimiento científico racista en Europa y los Estados Unidos.

### Últimos años de su carrera
En 1918 se convirtió en el director del Gabinete de Ohio para la Investigación Juvenil (Ohio Bureau of Juvenile Research); en 1922 empezó a trabajar como profesor del Departamento de Psicología Anormal y Clínica (Department of Abnormal and Clinical Psychology) de la Universidad Estatal de Ohio (Ohio State University), puesto que mantuvo hasta su retiro en 1938. Su mujer Emma murió en octubre de 1936, sin haber tenido hijos. Goddard recibió un título honorífico en Derecho de la Universidad de Ohio en 1943, y otro de la Universidad de Pensilvania (University of Pennsylvania) en 1946. En 1946 apoyó el Comité de Emergencia de Científicos Nucleares (Emergency Committee of Atomic Scientists) de Albert Einstein.
En 1920, Goddard admitió que había cometido muchos errores en su investigación, y que su estudio La familia Kallikak estaba obsoleto. El interés de Goddard era mayor por hacer popular la eugenesia que por realizar investigaciones realmente científicas. Dedicó la última parte de su carrera a buscar mejoras educativas, cambiar las influencias ambientales en la infancia y trabajar en los métodos de crianza de los niños. Pero varias personas continuaron usando sus primeros trabajos para justificar argumentos que Goddard no compartía. Goddard estaba perplejo al ver como sus estudios fueron después considerados como peligrosos para la sociedad. Henry Garret de la Universidad de Columbia (Columbia University) fue uno de los científicos que siguieron usando La familia Kallikak como referencia.
Goddard se mudó a Santa Bárbara, en California, en 1947. Murió en su casa a la edad de noventa años, y sus cenizas fueron enterradas junto a las de su mujer en la Escuela de Formación de Vineland.
En agosto de 1977, la NBC estrenó una comedia de situación llamada Los Kallikak (The Kallikaks ), que mostraba las cómicas desventuras de una familia apalache trasladada a California en conflicto con otra familia llamada Juke. La serie solo duró cinco capítulos. El 8 de junio de 1987, una tira cómica en The New Yorker, llamada Los Juke y los Kallikak hoy (The Jukes and Kallikaks Today), actualizaba el concepto.

## Publicaciones
- The Kallikak Family: A Study in the Heredity of Feeble-Mindedness (1912)
- Standard method for giving the Binet test (1913)
- Feeble-Mindedness: Its Causes and Consequences (1914)
- School Training of Defective Children (1914)
- The Criminal Imbecile: An Analysis of Three Remarkable Murder Cases (1915)
- Psychology of the Normal and Subnormal (1919)
- Human Efficiency and Levels of Intelligence (1920)
- Juvenile Delinquency (1921)
- Two Souls in One Body? (1927)
- School Training of Gifted Children (1928)
- How to Rear Children in the Atomic Age (1948)